# 1964년 하계 패럴림픽
1964년 하계 패럴림픽(영어: 1964 Summer Paralympics, II Paralympic Games, 일본어: 東京パラリンピック)은 일본 도쿄에서 1964년 하계 올림픽이 끝나고 열린 제2회 하계 패럴림픽이다.

## 참가 국가
1964년 하계 패럴림픽에 참가한 국가는 총 19개국이다. 피지, 일본, 남아프리카 공화국 3개국이 처음으로 하계 패럴림픽에 참가하였다.
| - 남아프리카 공화국 - 네덜란드 - 로디지아 - 몰타 - 미국 - 벨기에 - 서독 | - 스웨덴 - 스위스 - 아르헨티나 - 아일랜드 - 영국 - 오스트레일리아 - 오스트리아 | - 이스라엘 - 이탈리아 - 일본 (개최국) - 프랑스 - 피지 |

## 종목
9개의 종목이 열렸으며, 제2회 하계 패럴림픽부터 육상의 휠체어 레이싱이 추가되었다. 제1회 하계 패럴림픽의 육상은 필드 경기로만 구성되어 있었다. 오늘날 패럴림픽에서 휠체어 레이싱은 인기있는 종목 중의 하나이다.
- 다트체리
- 수영
- 스누커
- 양궁
- 역도
- 육상
- 탁구
- 휠체어 농구
- 휠체어 펜싱

## 메달 집계
| 순위 | 국가              | 금메달 | 은메달 | 동메달 | 합계 |
| ---- | ----------------- | ------ | ------ | ------ | ---- |
| 1    | 미국              | 50     | 41     | 32     | 123  |
| 2    | 영국              | 18     | 23     | 20     | 61   |
| 3    | 이탈리아          | 14     | 15     | 16     | 45   |
| 4    | 오스트레일리아    | 12     | 11     | 7      | 30   |
| 5    | 로디지아          | 10     | 5      | 2      | 17   |
| 6    | 남아프리카 공화국 | 8      | 8      | 3      | 19   |
| 7    | 이스라엘          | 7      | 3      | 11     | 21   |
| 8    | 아르헨티나        | 6      | 15     | 16     | 37   |
| 9    | 서독              | 5      | 2      | 5      | 12   |
| 10   | 네덜란드          | 4      | 6      | 4      | 14   |
| 11   | 프랑스            | 4      | 2      | 5      | 11   |
| 12   | 오스트리아        | 4      | 1      | 7      | 12   |
| 13   | 일본              | 1      | 5      | 4      | 10   |
| 14   | 벨기에            | 1      | 0      | 2      | 3    |
| 15   | 스위스            | 0      | 1      | 0      | 1    |
| 16   | 몰타              | 0      | 0      | 2      | 2    |
| 17   | 스웨덴            | 0      | 0      | 1      | 1    |
| 합계 | 합계              | 144    | 138    | 137    | 419  |

## 같이 보기
- 1964년 하계 올림픽